# Biganos
 Biganos  es una comuna y población de Francia, en la región de Nueva Aquitania, departamento de Gironda, en el distrito de Arcachón y cantón de Audenge.
Está integrada en la Communauté de communes du bassin d'Arcachon Nord Atlantique.

## Demografía
Su población en el censo de 1999 era de 6.950 habitantes. Forma con Audenge una aglomeración urbana con 10.898 habitantes.
| 2,423 | 3,344 | 3,781 | 4,213 | 4,416 | 4,588 | 5,908 | 6,950 |
| Para los censos de 1962 a 1999 la población legal corresponde a la población sin duplicidades (Fuente: INSEE [Consultar]) |       |       |       |       |       |       |       |